# 인천미래생활고등학교
인천미래생활고등학교(仁川未來生活高等學校)는 대한민국 인천광역시 부평구 부개동에 있는 공립 고등학교이다.

## 학교 연혁
- 1996년 2월 14일 : 부평여자공업고등학교 설치조례 공포
- 1996년 3월 1일 : 부평여자공업고등학교 개교
- 1996년 3월 1일 : 초대 김용연 교장 취임
- 1996년 12월 14일 : 신축교사 완공, 학교이전(부평구 동수로 491 소재)
- 1999년 2월 12일 : 제1회 졸업식(515명)
- 2006년 7월 1일 : 학과 개편(컴퓨터측정디자인과 3학급, 실내디자인건축과 3학급, 멀티패션디자인과 2학급, 환경공업과 2학급)-총 10학급
- 2007년 3월 1일 : 「부평디자인과학고등학교」 로 교명 변경
- 2008년 3월 1일 : 학과 개편(제품모델링디자인과 3학급, 실내디자인건축과 3학급, 멀티패션디자인과 2학급, 환경과학과 2학급)- 총 10학급
- 2019년 3월 1일 : [인천미래생활고등학교]로 교명 변경, 학과 개편 (실용디자인과 2학급, 인테리어과 2학급, 패션코디네이터과 2학급, 바이오식품과 2학급, 조리과 2학급)-총 10학급
- 2023년 3월 1일 : 제11대 김진동 교장 취임
- 2024년 1월 5일 : 제26회 졸업(170명) 졸업생 누계 8,335명
- 2024년 3월 4일 : 신입생 입학(196명, 특수학급 7명 포함)

## 설치 학과
- 조리과
- 인테리어과
- 바이오식품과
- 스마트디자인과
- 패션코디네이터과

## 참고 자료
- 인천미래생활고등학교 - 한국교육학술정보원 학교알리미